# هیرشگ
هیرشگ (به آلمانی: Hirschegg) یک منطقهٔ مسکونی در اتریش است که در ویتسبرگ واقع شده‌است. هیرشگ ۵۹٫۸۳ کیلومتر مربع مساحت دارد ۸۹۹ متر بالاتر از سطح دریا واقع شده‌است.